# Patwin
Patwin.- /="person"/ ime najjužnijoj grupi Wintun Indijanaca iz porodice Copehan, nastanjena na zapadnoj strani doline Sacramento u Kaliforniji, i prostiru se dalje od San Francisco Baya pa do nešto južnije od Willowsa, i obje obale Sactamenta od nekoliko milja od njenog sastava s Feather Riverom pa do svojih sjevernih granica. Patwin Indijanci služe se s nekoliko dijalekata, a podijeljeni su na dvije glavne grupe, to su Hill Patwin i River Patwin. River Patwin govore dijalektima Colusa, Grimes i Knight's Landing. 
Glavna plemena bila su: Chenposel, Gruilito, Korusi, Liwaito, Lolsel, Makhelchel, Malacas (Malaka; na Lagoon Valley), Napa, Ululato (Olelato; Područje Vacavillea), Olposel, Edi' (Edi'la), Poo-e-win, Potbasel, Suisun (Suisun Plain), Sukuisel, Tebtisel, Todetabi, Tolenas (Suisun Valley), Topaidisel, Waikosel (Wa'ikau-sel), Wailaksel, Yakut.
Na području današnjeg okruga Solano, u vrijeme dolaska Španjolaca, moglo ih je biti između 2.500 do 5.000. Patwini su živjeli organizirani po malenim grupama sastavljenim od nekoliko obitelji. Svaka grupa imala je vlastito selo s kućama, parnom kupelji i menstrualnom kućom za žene tijekom menstruacije ili rođenja. Veća naselja imala su i ceremonijalne plesne kuće koje su činile središte sela i seoskog života. Svaku kuću Patwina nastanjivalo je dvije ili više obitelji koje su dijelile središnju vatru. 
Žir, sjemenje, vodene ptice i riba činili su im osnovu prehrane. 

## Vanjske poveznice
- Swanton
- P is for the Patwin Tribe  Arhivirana inačica izvorne stranice od 27. rujna 2007. (Wayback Machine)